# Sapindoideae

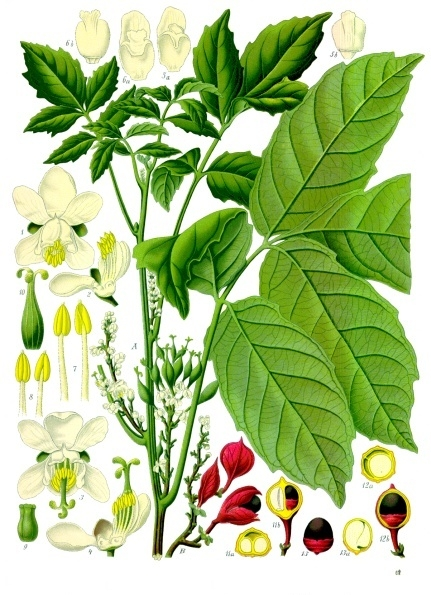
Guaraná (Paullinia cupana).

Sapindoideae (Burnett) es una subfamilia de plantas que pertenece a la familia de las sapindáceas. En esta familia aparecen otras tres subfamilias más:
- Hippocastanoideae Dumortier.
- Dodonaeoideae Burnett.
- Xanthoceroideae Thorne & Reveal.

## Géneros
En la subfamilia Sapindoideae hay hasta 119 géneros aceptados, de los cuales se considera a Sapindus (L.) como género tipo. Son los siguientes:
| - Alectryon Gaertn. - Allophylus L., 1753 - Allosanthus Radlk., 1933 - Amesiodendron Hu, 1936 - Aporrhiza Radlk., 1878 - Arytera Blume, 1847 - Atalaya Blume, 1847 - Athyana (Griseb.) Radlk., 1890 - Averrhoidium Baill., 1874 - Beguea Capuron, 1969 - Bizonula Pellegr., 1924 - Blighia K.D.Koenig, 1782 - Blighiopsis Van der Veken, 1960 - Blomia Miranda, 1953 - Boniodendron Gagnep. - Bridgesia Bertero ex Cambess., 1834 - Camptolepis Radlk., 1907 - Cardiospermum L., 1753 - Castanospora F.Muell., 1875 - Chimborazoa H. T. Beck - Chonopetalum Radlk., 1920 - Chouxia Capuron, 1969 - Chytranthus Hook.f., 1872 - Cnesmocarpon Adema - Cubilia Blume, 1849 - Cupania L., 1753 - Cupaniopsis Radlk. - Deinbollia Schumach. & Thonn., 1827 - Delavaya Franch., 1887 - Diatenopteryx Radlk., 1878 | - Dictyoneura Blume, 1847 - Dilodendron Radlk., 1878 - Dimocarpus Lour., 1790 - Diploglottis Hook.f. - Elattostachys (Blume) Radlk., 1877 - Eriocoelum Hook.f., 1862 - Erythrophysa E.Mey. ex Arn., 1843 - Euchorium Ekman & Radlk., 1925 - Eurycorymbus Hand.-Mazz., 1922 - Filicium Thwaites ex Benth. & Hook.f., 1864 - Glenniea Hook.f., 1862 - Gloeocarpus Radlk., 1914 - Gongrodiscus Radlk., 1879 - Gongrospermum Radlk., 1913 - Guindilia Gill. ex Hook.f. & Arn., 1832 - Guioa Cav. - Haplocoelopsis F.G.Davies - Haplocoelum Radlk, 1878 - Hippobromus Eckl. & Zeyh., 1836 - Hornea Baker, 1877 - Houssayanthus Hunz., 1978 - Hypseloderma Radlk., 1932 - Jagera Blume - Koelreuteria Laxm., 1772 - Laccodiscus Radlk., 1879 - Lecaniodiscus Planch. ex Benth., 1849 - Lepiderema Radlk., 1879 - Lepidopetalum Blume, 1847 - Lepisanthes Blume, 1825 - Litchi Sonn., 1782 | - Lophostigma Radlk. ex Engl. & Prantl, 1897 - Lychnodiscus Blume, 1847 - Macphersonia Blume, 1847 - Magonia A.St.-Hil., 1825 - Matayba Aubl., 1775 - Melicoccus P.Browne, 1756 - Mischarytera H. Turner - Mischocarpus Blume, 1825 - Molinaea Comm. es Juss. - Neotina Capuron, 1969 - Nephelium L. - Otonephelium Radlk., 1799 - Pancovia Willd., 1799 - Pappea Eckl. & Zeyh., 1834 - Paranephelium Miq. - Paullinia L. - Pavieasia Pierre, 1894 - Pentascyphus Radlk., 1879 - Phyllotrichum Thorel ex Lecomte, 1911 - Placodiscus Radlk., 1878 - Plagioscyphus Radlk., 1878 - Podonephelium Baill., 1874 - Pometia J.R.Forst. & G.Forst., 1775 - Porocystis Radlk., 1878 - Pseudima Radlk., 1878 - Pseudopancovia Pellegr., 1955 - Pseudopteris Baill., 1874 - Radlkofera Gilg, 1897 - Rhysotoechia Radlk., 1879 - Sapindus L. | - Sarcopteryx Radlk., 1879 - Sarcotoechia Radlk., 1879 - Schleichera Willd., 1805 - Scyphonychium Radlk., 1879 - Serjania Mill., 1754 - Sisyrolepis Radlk., 1905 - Smelophyllum Radlk., 1878 - Stadmania Lam., 1793 - Stocksia Benth., 1853 - Storthocalyx Radlk., 1879 - Synima Radlk. - Talisia Aubl. - Thinouia Planch. & Triana, 1862 - Thouinia Poit., 1802 - Thouinidium Radlk., 1878 - Tina Schult. - Tinopsis Radlk., 1888 - Toechima Radlk., 1879 - Toulicia Aubl., 1775 - Trigonachras Radlk., 1879 - Tripterodendron Radlk., 1878 - Tristira Radlk., 1879 - Tristiropsis Radlk., 1890 - Tsingya Capuron, 1969 - Ungnadia Endl. - Urvillea H.B. & K., 1821 - Vouarana Aubl., 1775 - Xerospermum Blume, 1850 - Zollingeria Kurz, 1872 |